# ロペティ・オト
ロペティ・オト（Lopeti Oto、1971年11月2日 - ）は、トンガ出身の日本の元ラグビー選手。日本代表として1995年W杯に出場。代表クラスでは初の帰化選手でもある。

## プロフィール
- 主なポジションはウィング(WTB)。
- 日本代表キャップは8。
- 末弟であるナタニエラ・オトも日本国籍を取得して2007年W杯に出場している。
- もう一人の弟、オファ・トペニは2009年から豊田自動織機でプレーした。
- 息子の輝恵もラグビー選手[1](現・帝京大学)。

## 来歴
トンガカレッジ高から大東文化大学にラグビー留学のため来日。在学中は1991年度大学選手権準優勝、1994年度大学選手権優勝に貢献した。
日本代表では1992年にアジア選手権で香港に勝利して優勝。1995年W杯に出場するなど代表8キャップを獲得した。
卒業後の1996年トヨタ自動車に入社。1998年度全国社会人大会優勝。175cm100kgの分厚い体ながら、100メートル走10秒5で走る速さで旋風を巻き起こす突進を繰り返した。
1998-99シーズンの全国社会人大会優勝にも貢献。
2003年引退。
現在は春日丘高校で指導に当たっている。